# 감일백제로
감일백제로(Gamilbaekjae-ro)는 경기도 하남시 감이동 303-2과 경기도 하남시 감일동 282-3을 잇는 도로이다.

## 연혁
- 2019년 3월 26일: 도로명으로 감일백제로를 고시
- 2019년: 개통

## 주요 경유지
경기도
- 하남시 (감일동)

## 주요 건물 및 시설
- 감일초등학교 (경기도 하남시 감일백제로 45)
- 감일중학교 (경기도 하남시 감일백제로 55)